# Nordenbeck (Adelsgeschlecht)

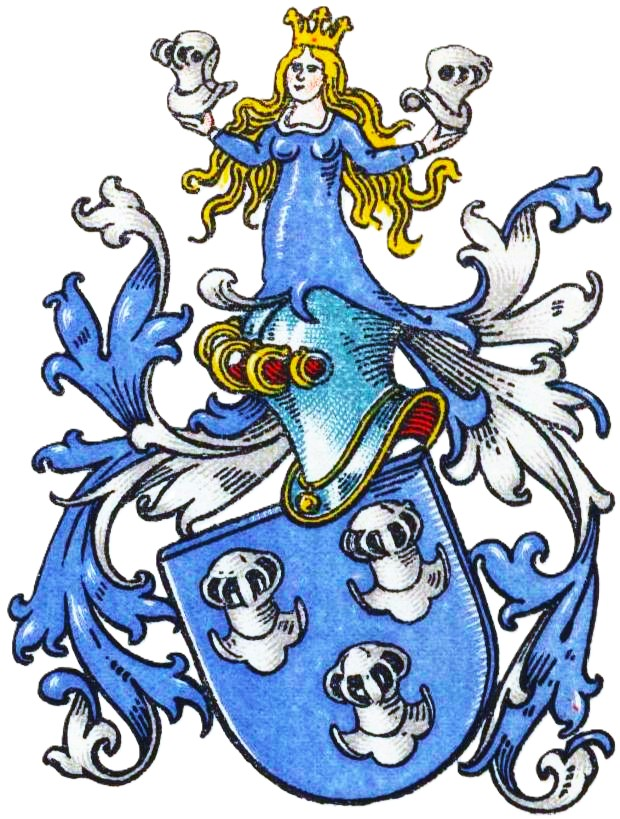
Wappen derer von Nordenbeck im Wappenbuch des Westfälischen Adels

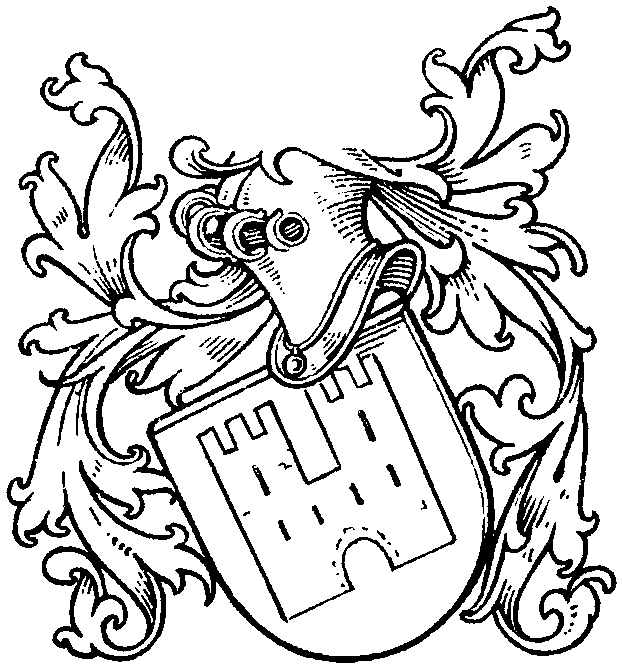
Alternativwappen des Ambrosius von Nordenbeck (1349) im Wappenbuch des Westfälischen Adels

Nordenbeck ist der Name eines erloschenes hessischen Adelsgeschlechts.

## Geschichte
Das Geschlecht hatte seinen namensgebenden Stammsitz auf Burg Nordenbeck im gleichnamigen Ort Nordenbeck, heute ein Stadtteil von Korbach, Landkreis Waldeck-Frankenberg.

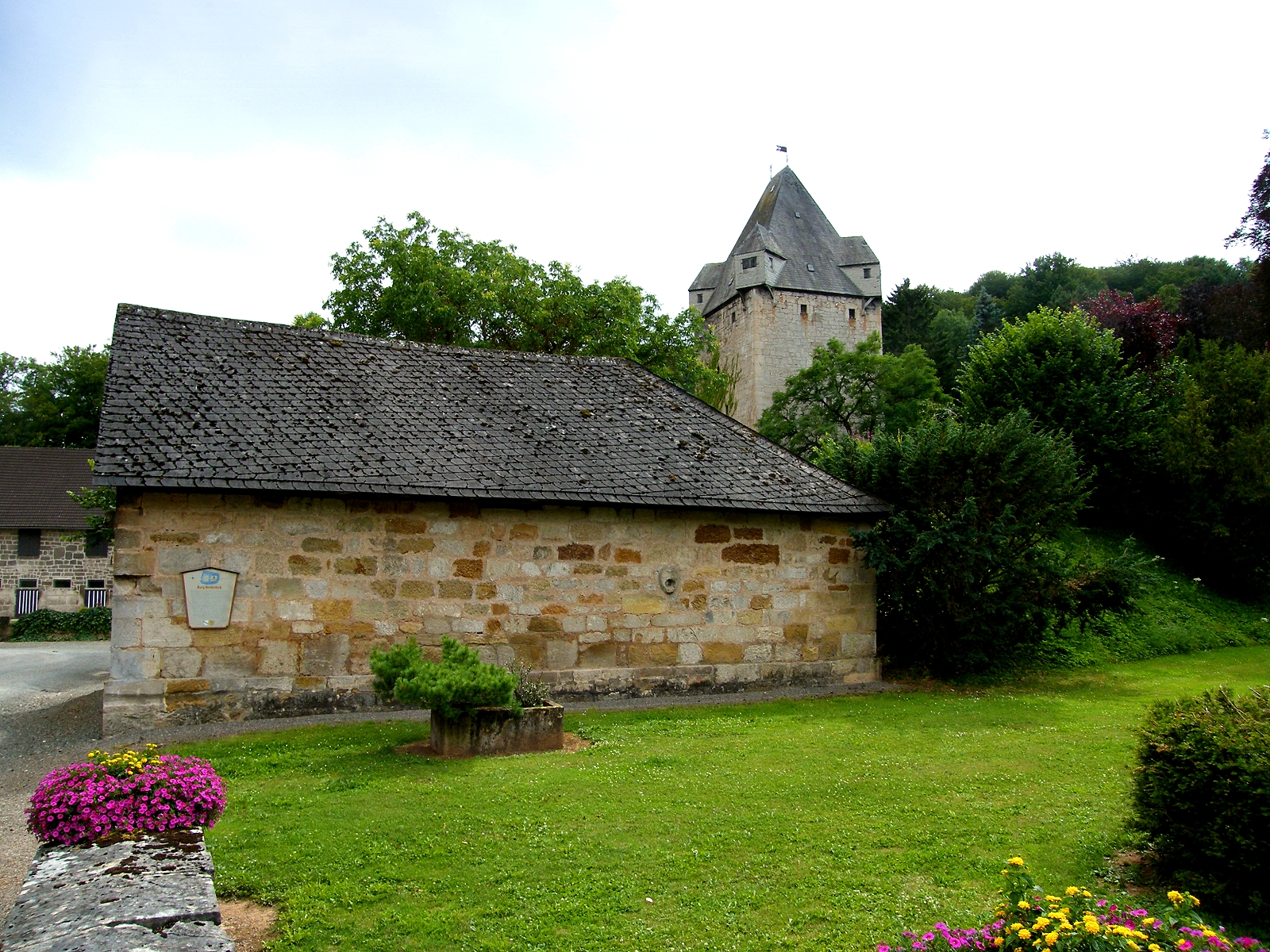
Burg Nordenbeck, 2010
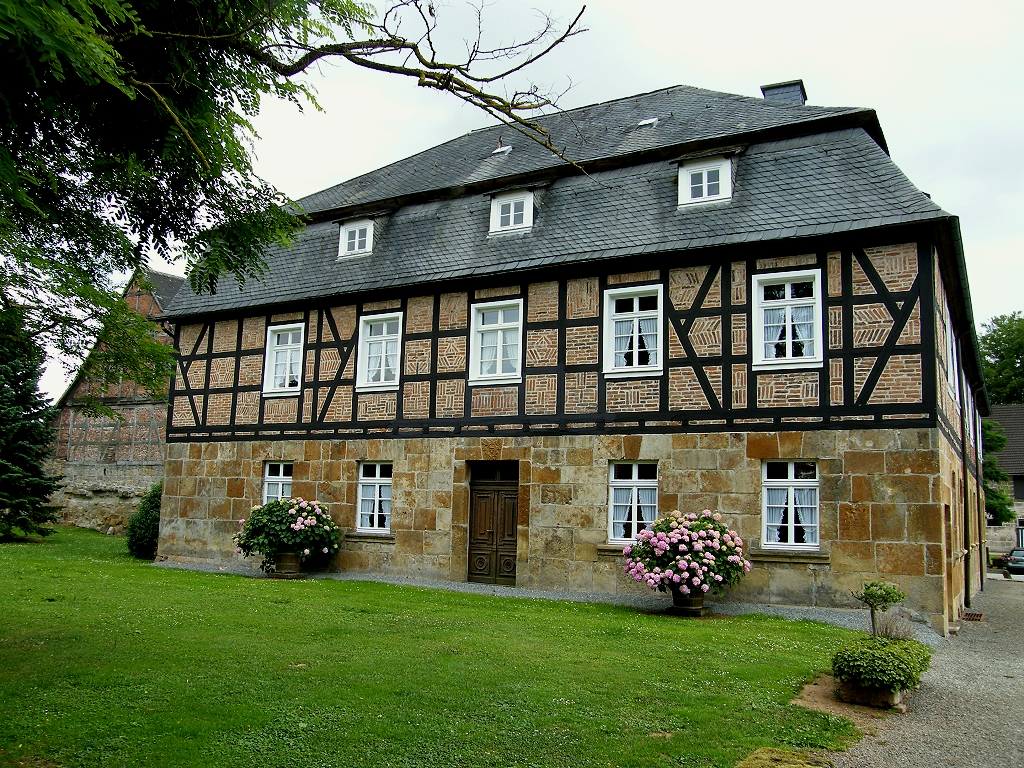
Herrenhaus der Burg Nordenbeck, 2010

Die Herren von Nordenbeck waren Vasallen der Edelherren von Itter. Sie erscheinen urkundlich erstmals 1306, als der Rat der Altstadt Korbach bekundete, dass Wiegand von Nordenbeck dem Kloster Arolsen seine Güter in Braunsen und Vockesberg verkaufte. Die von Wassergräben umgebene Burganlage errichteten sie aber wohl schon im 13. Jahrhundert. Am 10. Juli 1311 verzichteten der Knappe Wigand von Nordenbeck, seine Frau Gertrud und ihre Kinder Walter, Ambrosius, Wigand, Heinrich, Ida, Gertrud und Petronella auf ihre Rechte an Gütern in Messinghausen, die Wigands Bruder Ambrosius eigentumsrechtlich besessen hatte. Nur neun Tage später verkaufte der genannte Knappe Ambrosius von Nordenbeck mit seiner Frau Gertrud vor dem versammelten Stadtrat von Brilon sein ganzes Dorf Messinghausen dem Kloster Bredelar. 1330 verzichteten die Brüder und Knappen Heinrich Buok und Wigangd von Nordenbeck, auf ihre Rechte an den Gütern im Dorf Messinghausen, die ihr verstorbener Vater, Knappe Ambrosius von Nordenbeck, einst gekauft hatte, zugunsten des Abts und Konvents zu Bredelar.
1345 trat Ambrosius von Nordenbeck zusammen mit Ritter Konrad von Viermund als Urkundenzeuge auf. 1346 kam Burg Nordenbeck an die Herren von Viermund. Erwerber der Burg war besagter Konrad von Viermund († um 1352), damals Burgherr zu Hallenberg, der die Burg 1368 zum Stammsitz seines Geschlechtes machte. Er war seit 1341 mit Kunigunde von Nordenbeck, Tochter des Ambrosius von Nordenbeck, Herr von Nordenbeck, verheiratet. 1349 verkaufte der Knappe Ambrosius von Nordenbeck mit Zustimmung seiner Frau Grete und seiner Tochter Kunigunde sowie der seines Schwiegersohn, Ritter Konrad von Viermund auch sein Gut in Messinghausen mit allen seinen auf das Dorf bezogenen Rechten an Abt und Konvent des Klosters Bredelar.
Wigand von Nordenbeck gelobte 1370 nichts gegen die Brüder Gerlag, Brosecke und Cord von Viermund, deren Söhne oder Vertreter zu unternehmen. 1376 verzichtete er gegenüber dem Kloster Bredelar auf alle Ansprüche an dem Gut Messinghausen. 1380 starben die Herren von Nordenbeck aus. Laut Max von Spießen war die o. g. Kunigunde von Nordenbeck die Letzte des Geschlechts.

## Wappen
Blasonierung: In Blau drei (2:1) silberne Helme. Auf dem Helm mit blau-silbernen Helmdecken eine gekrönte blaugekleidete Jungfrau, die zwei Helme emporhebt.
Alternativ verwendete der 1349 siegelnde Ambrosius von Nordenbeck ein Siegel, das im Schild eine Burg mit zwei Türmen zeigt. Tingierung und Helmzier sind nicht überliefert.